# Fischsiefen
Fischsiefen ist ein Ortsteil der Gemeinde Lindlar, Oberbergischer Kreis im Regierungsbezirk Köln in Nordrhein-Westfalen (Deutschland).

## Lage und Beschreibung
Fischsiefen liegt südwestlich von Lindlar in Nähe der Landesstraße 299, die zwischen Lindlar und Hohkeppel verläuft. Nachbarorte sind Unterbergscheid und Vellingen.

## Geschichte
Die Topographia Ducatus Montani des Erich Philipp Ploennies, Blatt Amt Steinbach, belegt, dass der Wohnplatz bereits 1715 eine Hofstelle besaß, die als Wischsiefen beschriftet ist. Aus der Charte des Herzogthums Berg des Carl Friedrich von Wiebeking von 1789 geht hervor, dass der Ortsbereich zu dieser Zeit Teil der Honschaft Vellingen im Kirchspiel Hohkeppel war.
Der Ort ist auf der Topographischen Aufnahme der Rheinlande von 1817 nicht verzeichnet. Die Preußische Uraufnahme von 1845 zeigt den Wohnplatz unter dem Namen Fischsiefen. Auf der Preußischen Neuaufnahme von 1895 ist der Ort ebenfalls als Fischsiefen verzeichnet.
1822 lebten sechs Menschen im als Hof kategorisierten Ort, der nach dem Zusammenbruch der napoleonischen Administration und deren Ablösung zur Bürgermeisterei Engelskirchen im Kreis Wipperfürth gehörte. Für das Jahr 1830 werden für den als Fischsiefen bezeichneten Ort acht Einwohner angegeben. Der 1845 laut der Uebersicht des Regierungs-Bezirks Cöln als Hof kategorisierte Ort besaß zu dieser Zeit ein Wohngebäude mit sieben Einwohnern, alle katholischen Bekenntnisses. Die Gemeinde- und Gutbezirksstatistik der Rheinprovinz führt Fischsiefen 1871 mit zwei Wohnhäusern und elf Einwohnern auf. Im Gemeindelexikon für die Provinz Rheinland von 1888 werden für Fischsiefen zwei Wohnhäuser mit acht Einwohnern angegeben. 1895 besitzt der Ort zwei Wohnhäuser mit acht Einwohnern, 1905 werden zwei Wohnhäuser und elf Einwohner angegeben.
Aufgrund § 10 und § 14 des Köln-Gesetzes wurde 1975 die Gemeinde Hohkeppel aufgelöst und in Lindlar eingemeindet, damit auch der Ortsteil Fischsiefen.